# Susanna Tapani
Susanna Tapani (n. 2 martie 1993, Laitila, Turku and Pori Province⁠(d), Finlanda) este o sportivă ce a reprezentat Finlanda, medaliată olimpică. A participat la 2 ediții ale Jocurilor Olimpice (2014, 2018) în care a câștigat o medalie de bronz.